# Filip Kulisev
Filip Kulisev (* 1973, Bratislava) je slovenský fotograf, který se zaměřuje na přírodní scenérie a je držitelem několika mezinárodních ocenění.

## Životopis
Narodil se v Bratislavě. Od dětství inklinoval ke geografii, kartografii, kreslení map. Po absolvování gymnázia v Bratislavě se zaměřil na studium cestovního ruchu. Svou první výstavu měl 11. září 2001 v Bratislavě. V témže roce založil společnost Amazing Planet, která se specializuje na vytváření interiérových obrazů, kalendářů, knih a DVD nosičů.
Mezinárodní uznání získal schopností zachytit velkolepé přírodní scenérie všech kontinentů, precizně technicky zpracované, citlivě komponované s dokonalou hrou světla a stínu. V listopadu 2010 získal od Evropské asociace profesionálních fotografů (FEP) ocenění Master QEP (Qualified European Photographer). Za přírodní scenérie udělil FEP titul Master QEP teprve podruhé. Ve stejném roce se jeho monografie Úžasná planeta umístila na druhém místě v mezinárodní soutěži o Evropskou fotografickou knihu za rok 2010 (The FEP European Photo Book of the Year Award 2010). V lednu 2012 se Filip Kulisev stal prvním fotografem ze zemí střední a východní Evropy, který získal za přírodní scenérie v Londýně nejvyšší ocenění a titul Fellowship (FBIPP) od Britského institutu profesionálních fotografů (BiPP). Filip Kulisev se stal třetím a nejmladším držitelem tohoto ocenění na světě. V témže roce se stal i Evropským fotografem roku v kategorií příroda. V roce 2016 získal nominaci na Křišťálové křídlo v kategorii výtvarné umění a ocenění Beňovský globus za šíření dobrého jména Slovenska a mapování Madagaskaru. Filip Kulisev patří mezi zakladatele Asociace profesionálních fotografů SR (APFSR). Dosud vydal 10 monografií. Zatím nejúspěšnější knihou je Amazing Planet, v níž představuje 111 nejkrásnějších míst naší planety. Vyšla v patnácti jazycích a po celém světě se jí prodalo přes 50 tisíc výtisků.

## Výstavy
Absolvoval více než 200 individuálních výstav na Slovensku i v zahraničí. V roce 2013 se jako jediný Slovák podílel na výstavě a následné publikaci International Masters of Photography v Las Vegas. V roce 2015 vystavoval v Clevelandu u příležitosti 100. výročí Clevelandské dohody Čechů a Slováků. Svá díla prezentoval i během kongresu Mezinárodní unie pro ochranu přírody (IUCN) na Havajských ostrovech v roce 2016. O rok později měl v rámci křtu své knihy Úžasné Slovensko výstavu v Austrálii a na Novém Zélandu. Během Mezinárodního dne vody v březnu 2018 vystavoval a prezentoval krátký film o oceánech v prostorách OSN v New Yorku. Absolvoval i několik výstav v Monaku, v roce 2018 v Monte Carlu představil novou výstavu věnovanou polárním oblastem světa. V roce 2020 představil své fotografie v rámci zasedání Rady OSN pro lidská práva v Ženevě. Díla Filipa Kuliseva jsou součástí sbírek papeže Františka, monackého knížete Alberta II, britského prince Charlese, ruského prezidenta Vladimíra Putina nebo bývalé slovenské hlavy státu Andreje Kiska.